# С-34

## История
В края на декември 1943 г. съветското правителство взема решение за превъоръжаване на танковете от модела ИС и самоходните артилерийски установки със 100 мм оръдие, снабдено с механизъм за улесняване на зареждането. Съгласно решението трябвало да се модернизира И-100 с конструираното от Централното артилерийско конструкторско бюро, танково оръдие С-34. За монтажа на оръдието е трябвало да се модифицира изцяло куполата на танка.
Работата по прекомпоновката на куполата се проточва и в началото на април 1944 г. ОКБ № 9 предлага свой вариант на 100 мм танково оръдие – Д-10. Новото оръдие е било създадено така, че нямало нужда от промени в куполата на серийно произвежданите танкове.
Танкът въоръжен с новото 100 мм оръдие С-34 получава индекса ИС-5 (Обект 248). Всъщност това е старият тежък танк ИС-85 с обърната оръдейна маска, като поради това възниква необходимост от цялостна преработка на вътрешността на куполата. Първите изпитания на танка се оказват отчайващи. Като цяло оръдейната конструкция показва множество дефекти и е върната за доработка.
В началото на юли 1944 г. на Гороховецкия полигон са проведени съвместни изпитания на 100 мм оръдия Д-10 и С-34, монтирани съответно на ИС-4 и ИС-5. С-34 отново показва ненадеждна работа и множество дефекти. Оръдието е върнато още веднъж за доработка в ЦАКБ.
През октомври 1944 г. отново са проведени изпитания. Поради това, че все още не бил готов дотиквателя на снаряда, в и без това тясната купола бил монтиран негов макет. При изпитанията се оказало, че той пречи на работата на пълнача. Боекомплекта е сведен до 35 снаряда с цел освобождаване на място.
По същото време оръдието С-34 преминава полигонни изпитания, монтирано на прототипа КВ-100 – по същество К-85 с монтирано в куполата 100 мм оръдие. Поради това, че шасито на танка се считало вече за остаряло работата по този прототип е прекратена.
В края на 1944 г. съветското ръководство окончателно се отказва от въоръжаването на тежките танкове със 100 мм оръдие.

## Боеприпаси
| Снаряд   | Тегло, кг. | Дължина, клб. | Взривател         |
| -------- | ---------- | ------------- | ----------------- |
| УОФ-412  | 30,02      | 4,29          | РГМ, РГМ-6, В-429 |
| УОФ-412У | 30,02      | 4,29          | РГМ, РГМ-6, В-429 |
| УО-412   | 30,02      | 4,29          | КТМ-1             |
| ОФ-412   | 15,6       | 4,29          | РГМ, РГМ-6, В-429 |
| ОФ-412Г  | 15,6       | 4,29          | РГМ, РГМ-6, В-429 |
| O-412    | 15,94      | 4,29          | КТМ-1             |

| Снаряд   | Тегло, кг. | Дължина, клб. | Взривател   |
| -------- | ---------- | ------------- | ----------- |
| УБР-412  | 30,2       | 4,29          | МД-5, МД-7  |
| УБР-412  | 30,2       | 4,29          | МД-8        |
| УБР-412Д | 30,2       | 4,29          | МД-8, ДБР-2 |
| БР-412Б  | 30,1       | 3,6           | МД-8, ДБР-2 |
| БР-412   | 30,1       | 3,08          | МД-8        |
| БР-412Д  | 30,4       | 3,9           | МД-8, ДБР-2 |

| Снаряд  | Тегло, кг. | Дължина, клб. | Взривател         |
| ------- | ---------- | ------------- | ----------------- |
| УД-412  | 30,2       | 4,29          | РГМ, РГМ-6, В-429 |
| УД-412У | 30,2       | 4,29          | В-429             |
| Д-412   | 30,1       | 3,08          | РГМ, РГМ-6, В-429 |
| Д-412   | 30,1       | 3,08          | В-429             |